# Polyacanthonotus merretti
Polyacanthonotus merretti is een straalvinnige vissensoort uit de familie van rugstekelalen (Notacanthidae). De wetenschappelijke naam van de soort is voor het eerst geldig gepubliceerd in 1984 door Sulak, Crabtree & Hureau.